# Irak, de la dictature au chaos
Pour plus de détails, voir Fiche technique et Distribution.
Irak, de la dictature au chaos (No End in Sight) est un film américain réalisé par Charles H. Ferguson, sorti en 2007.

## Fiche technique
- Titre original : No End in Sight
- Titre français : Irak, de la dictature au chaos
- Réalisation : Charles H. Ferguson
- Scénario : Charles H. Ferguson
- Photographie : Antonio Rossi
- Montage : Chad Beck et Cindy Lee
- Musique : Peter Nashel
- Pays de production : États-Unis
- Format : Couleurs - 35 mm - 1,85:1 - Dolby Digital
- Genre : documentaire, guerre
- Durée : 102 minutes
- Date de sortie :
  - États-Unis : 22 janvier 2007 (Festival du film de Sundance 2007)

## Distribution
- Campbell Scott : narrateur

### Personnalités interviewées
- General Jay Garner
- Barbara Bodine
- Richard Lee Armitage
- Robert Hutchings, ancien président du National Intelligence Council
- Lawrence Wilkerson, chief of staff de Colin Powell
- George Packer, auteur de The Assassins' Gate: America in Iraq.
- Chris Allbritton, journaliste et blogueur pour le Time.
- Samantha Power, ambassadrice des États-Unis aux Nations unies de 2013 à 2017.
- James Fallows, auteur de Blind into Baghdad
- Ali Fadhil, journaliste irakien
- Seth Moulton, lieutenant des Marines

### Personnalités dans les images d'archives
- Dick Cheney
- Donald Rumsfeld
- Paul Wolfowitz
- Colin Powell
- George Tenet
- Ahmad Chalabi
- Lawrence Di Rita
- David McKiernan
- Paul Bremer
- Zalmay Khalilzad
- Robert Gates

## Distinction

### Récompense
- Festival du film de Sundance 2007 : prix spécial du jury du documentaire.